# Золотушное
Золотушное — озеро в Некрасовском районе Ярославской области России. В озеро впадает река Соекша; из озера берёт начало река Ешка. Площадь водоёма — 0,56 км², высота над уровнем моря 81,6. К северу от озера расположена деревня Золотуха.
На карте 1792 озеро обозначено как «Карбино», а на карте 1854 года — «Карбинское».

## Данные водного реестра
По данным государственного водного реестра России относится к Верхневолжскому бассейновому округу, водохозяйственный участок реки — Волга от Рыбинского гидроузла до города Кострома, без реки Кострома от истока до водомерного поста у деревни Исады, речной подбассейн реки — Волга ниже Рыбинского водохранилища до впадения Оки. Речной бассейн реки — (Верхняя) Волга до Куйбышевского водохранилища (без бассейна Оки).
Код объекта в государственном водном реестре — 8010300211110000005740.